# Тийон, Жермен
Жерме́н Тийо́н (фр. Germaine Tillion; 30 мая 1907, Алегр, департамент Верхняя Луара — 19 апреля 2008, Сен-Манде, департамент Валь-де-Марн) — участница французского движения сопротивления, этнолог.

## Биография

### Ранние годы
Родилась в буржуазной католической семье. Училась в школе в Алегре, затем — в пансионе в Клермон-Ферране, по окончании которого переехала к своим родителям в Сен-Мор-де-Фоссе. В 1925 году умер от пневмонии отец Жермен. Для содержания семьи мать Жермен Эмили начала писать путеводители для парижского издательства Hachette.
Продолжила обучение поочерёдно в многочисленных высших учебных заведениях: Школе Лувра, в Практической школе высших исследований, Коллеж де Франс и наконец — у Марселя Мосса в Институте этнологии. Окончила институт в 1932 году. В 1934—1940 годах участвовала в четырёх экспедициях по изучению берберских кочевых племён в Оресских горах во Французском Алжире. В 1939 году защитила диссертацию на эту тему.

### Движение Сопротивления
Вернулась во Францию 9 июня 1940 года — за несколько дней до Компьенского перемирия, означавшего поражение Франции во Второй мировой войне. Тийон сочла условия перемирия позорными и решила действовать. Первой миссией Жермен Тийон была созданная ею и отставным 73-летним полковником Полем Оэ структура, занимавшаяся переправкой военнопленных в свободную зону и северную Африку.
Жермен Тийон и несколько её коллег создали ячейку, названную «Сетью музея Человека», в которую вошли прежде всего этнограф Борис Вильде, библиотекарь Ивон Оддон и антрополог Анатолий Левицкий. Ячейка занималась сбором информации и организацией акций гражданского неповиновения. Несколько членов ячейки были арестованы в январе 1941 года, осуждены в январе — феврале 1942 года, и семеро из них были расстреляны 23 февраля 1942 года.
Тийон удалось избежать ареста, и в течение ещё полутора лет она вела большую работу по объединению разрозненных ячеек сопротивления и сбору информации для британской разведки. По доносу нацистского информатора аббата Робера Алеша Жермен Тийон была арестована 13 августа 1942 года и помещена в тюрьму Санте. В октябре она была переведена в тюрьму Френ, а через год в соответствие с директивой «ночь и туман» была отправлена в концентрационный лагерь Равенсбрюк, куда прибыла 31 октября 1943 года.

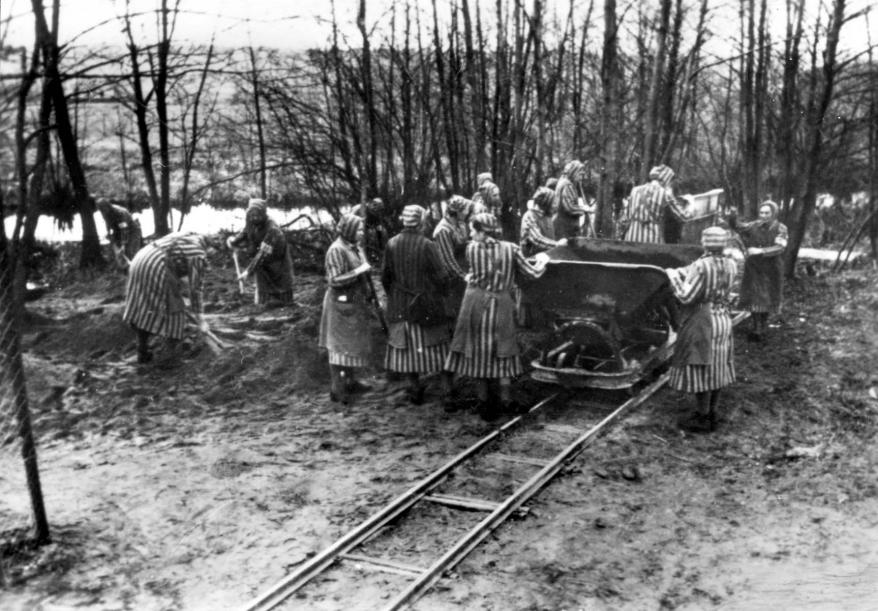
Узницы концлагеря Равенсбрюк

### В концлагере
Жермен Тийон провела в заключении в Равенсбрюке 17 месяцев. Всё это время ей удавалось поддерживать других заключённых, настраивать их на продолжение борьбы за освобождение от нацизма. Основываясь на своей квалификации этнолога и на опыте экспедиции в Алжире, за время пребывания в концлагере Тийон подготовила научную работу, посвящённую экономическому аспекту системы нацистских концентрационных лагерей. Чтобы как-то разнообразить пребывание в неволе, Жермен написала также оперетту.
31 января 1944 года также была арестована, а 2 марта 1945 года убита в газовой камере мать Жермен, писательница Эмили Тийон.
23 апреля 1945 года в числе трёх сотен других женщин — заключённых Равенсбрюка Жермен Тийон была освобождена и передана шведскому красному кресту.

### После войны
Жермен Тийон оказалась единственной выжившей из своей группы движения сопротивления, поэтому первые послепобедные годы она посвятила документированию деятельности группы, которую она называла сетью музея Человека — Оэ — Вильде, и признанию заслуг её погибших соратников-этнологов со стороны Сражающейся Франции.
В 1945 году Жермен Тийон приняла участие в написании «Белой книги» об истории интернирования и депортации. В 1946 году опубликовала книгу, в которой исследовался феномен концлагерей в тоталитарных государствах — как в Нацистской Германии, так и в СССР. Затем принимала участие в процессах над руководителями концлагеря Равенсбрюк: в 1947 году в Гамбурге и в 1949—1950 годах в Раштатте.

### Возвращение в Алжир
В 1954 году Тийон была направлена министром внутренних дел Франсуа Миттераном в Алжир, где незадолго до этого начались столкновения, приведшие в дальнейшем к Алжирской войне. Тийон обнаружила, что за прошедшие 20 лет положение знакомого ей по экспедициям 30-х годов племени сильно ухудшилось. Она несколько раз возвращалась в Алжир на протяжении 1950—1960-х годов, написала и издала несколько книг о состоянии страны и её населения.

### Последние годы
В 1999 году Жермен Тийон получила высшую награду Французской Республики — большой крест ордена Почётного легиона.
В 2007 году она отпраздновала своё столетие. По этому случаю парижский театр «Шатле» впервые поставил на своей сцене оперетту, написанную Тийон во время заключения в концлагере Равенсбрюк. Менее чем через год, немного не дожив до своего 101-летия, Жермен Тийон скончалась.

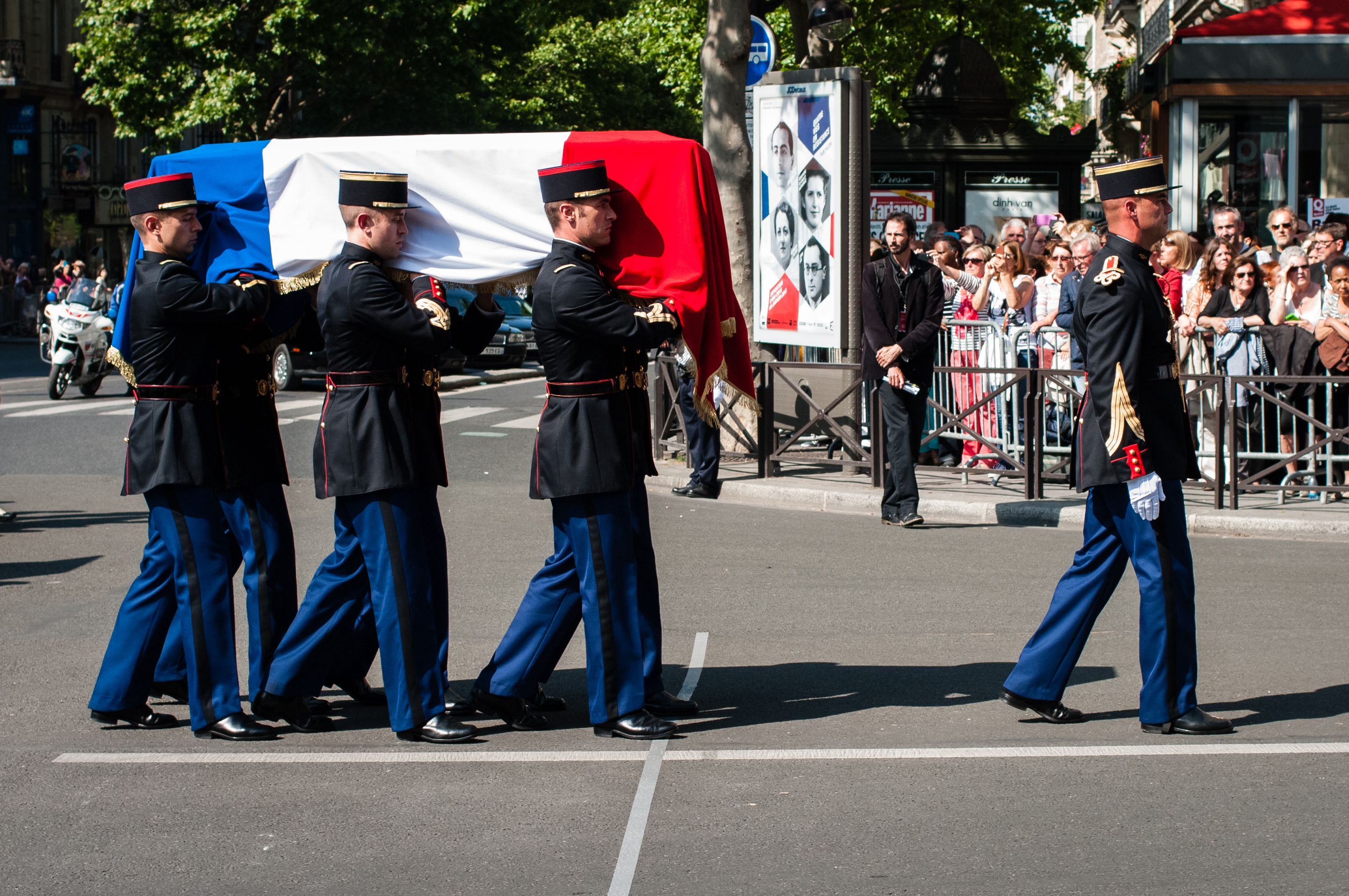
Церемония перезахоронения в парижский Пантеон. 27 мая 2015

## Награды
Жермен Тийон награждена многочисленными орденами и медалями, включая высшую награду Французской Республики — большой крест ордена Почётного легиона.
27 мая 2015 года прах Жермен Тийон, вместе с прахом трёх других героев Сопротивления, должен был быть перезахоронен в парижском Пантеоне. Однако из-за возражений родственников Тийон туда была перенесена лишь частица земли с её могилы.